# Шорцувка
Шорцувка (пол. Szorcówka) — село в Польщі, у гміні Скербешів Замойського повіту Люблінського воєводства.
Населення — 46 осіб (2011).
У 1975-1998 роках село належало до Замойського воєводства.

## Демографія
Демографічна структура станом на 31 березня 2011 року:
|          | Загалом | Допрацездатний вік | Працездатний вік | Постпрацездатний вік |
| -------- | ------- | ------------------ | ---------------- | -------------------- |
| Чоловіки | 21      | 4                  | 13               | 4                    |
| Жінки    | 25      | 1                  | 8                | 16                   |
| Разом    | 46      | 5                  | 21               | 20                   |